# Cetatea Eltz
Cetatea Eltz (germ. Burg Eltz) de lângă localitatea Wierschem, este considerat ca una dintre cele mai frumoase cetăți din Germania. Cetatea este așezată pe valea râului Eltz, în bazinul cursului mijlociu al Rinului, în apropiere de munții Eifel. Este singura cetate din regiunea Eifel împreună cu Castelul Bürresheim care n-au fost niciodată cucerite și prădate, a rezistat atacurilor chiar în timpul Revoluției franceze (1789-1799).

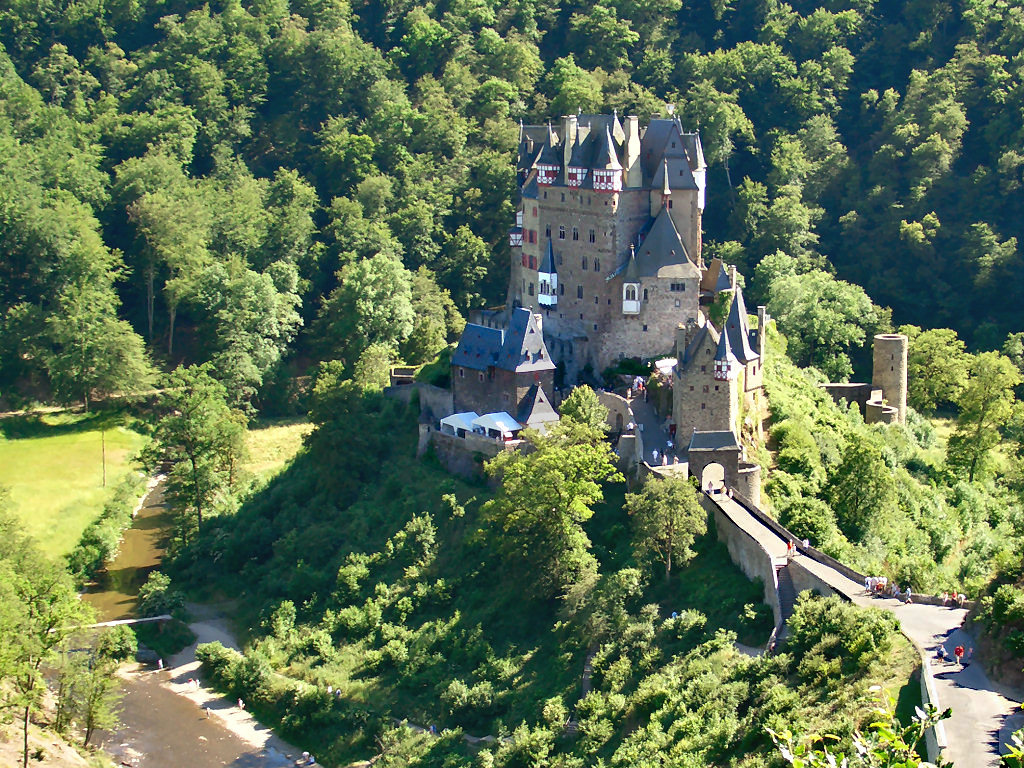
Valea Eltzului cu Cetatea Eltz